# Нагорний Іштан
Наго́рний Ішта́н (рос. Нагорный Иштан) — присілок у складі Томського району Томської області, Росія. Входить до складу Моряковського сільського поселення.
Стара назва — Іштан-Нагорний.

## Населення
Населення — 18 осіб (2010; 16 у 2002).
Національний склад (станом на 2002 рік):
- росіяни — 94 %